# Lamborghini Sesto Elemento
De Lamborghini Sesto Elemento ("zesde element") is een tweezitter van het Italiaanse automerk Lamborghini. De auto werd als conceptwagen voor het eerst aan het publiek getoond tijdens de Mondial de l'Automobile in 2010. Uiteindelijk werd in 2011 door Lamborghini beslist om deze wagen in een gelimiteerde productie op de markt te brengen. De Sesto Elemento is volgens Lamborghini de lichtste en krachtigste auto die ze ooit gebouwd hebben. Dit komt doordat de auto voor een groot deel bestaat uit koolstofvezel. Dit verklaart tevens de naamkeuze voor deze wagen, aangezien koolstof het zesde element is in het periodiek systeem.